# Sell Out
Sell Out är rockbandet Dia Psalmas tredje studioalbum och är en samlingsskiva med alla deras B-sidor. Det släpptes 1996.
Låtarna 2, 7, 8 är tidigare outgivna. Resten av låtarna har funnits med på b-sidor av tidigare singlar. Innehåller dock inte alla singlar, cover-EPn Stora bollar av eld och cover-singeln Noll finns inte med. Albumet var det sista bandet släppte under 1990-talet.
- Spår 4, 5, 11, 14 från Hon Får...
- Spår 13 från Tro Rätt Tro Fel
- Spår 3, 10, 12 från Balladen Om Lilla Elsa
- Spår 1, 6, 9 från Hundra Kilo Kärlek
- Spår 15 från Luft

## Låtar på albumet
1. Jag tror på allt
2. Vad har du kvar
3. Balladen om lilla Elsa
4. Illusioner
5. Hon får...
6. Ack högaste himmel
7. Planeter
8. Språk
9. United States of Europe
10. Skymningstid
11. I fädrens spår
12. Hon kom över mon
13. I evighet
14. Atomvinternatt
15. Efter allt

## Listplaceringar
| Lista (2009) | Topplacering |
| ------------ | ------------ |
| Sverige      | 23           |